# La Petite Paroisse
La Petite Paroisse est l’un des derniers romans d'Alphonse Daudet publié en feuilleton dans L'Illustration du 20 octobre 1894 au 26 janvier 1895 et, en 1895, par Alphonse Lemerre à Paris. Il est sous-titré « mœurs conjugales ». Ce sous-titre s'accompagne de la citation « Jaloux n'a paix ne soir ne matinée ». Une pièce de théâtre en a été tirée. Une édition illustrée a été proposée en 1909 (illustrateur Marcel Lecoultre chez Calmann-Lévy à Paris).

## Contexte
La Petite Paroisse célèbre le pardon et l’oubli des offenses. Le roman est écrit en réaction contre les théories mises à la mode par Alexandre Dumas, et concédant au mari trompé le droit de se faire justice soi-même. Cette Petite Paroisse, dont le clocher reparaît à tous les tournants du récit, est une chapelle dont la façade blanche borde la route de Corbeil à Draveil, sans doute inspirée de la chapelle Sainte-Hélène au hameau de Champrosay (Seine-et-Oise), située à proximité de la maison d'Alphonse Daudet où il vécut de 1868 et 1897.

## Histoire
Dans un monde mêlé de paysans, de domestiques, de gentilshommes campagnards et de Parisiens en villégiature, une femme s’enfuit avec un collégien qui est un jeune prince, chérubin sec et féroce. Abandonnée à Quiberon, elle cherche à se tuer mais finalement se blesse. Guérie et dégoûtée des aventures, elle se laisse ramener au domicile conjugal par sa belle mère, et y obtient un demi-pardon, qui, à la mort du séducteur, devient un pardon presque complet.

## Au théâtre
- 1901 : Adaptation de La Petite Paroisse, pièce en 4 actes et 5 tableaux, par Léon Hennique, mise en scène André Antoine, théâtre Antoine, répétition générale samedi 12 janvier 1901 (à une heure et demie de l’après-midi), et pour la première représentation au lundi 14 janvier 1901 au soir[4],[5],[6].